# Simulium haematopotum
Simulium haematopotum är en tvåvingeart som beskrevs av Malloch 1914. Simulium haematopotum ingår i släktet Simulium och familjen knott. Inga underarter finns listade i Catalogue of Life.